# Lampo (cacciatorpediniere 1900)
Il Lampo è stato un cacciatorpediniere della Regia Marina. 

## Storia
Il Lampo, capoclasse della prima vera classe di cacciatorpediniere della Regia Marina (il predecessore Fulmine, infatti, era un'unità singola a carattere perlopiù sperimentale) fu il secondo cacciatorpediniere costruito per la Marina italiana.
La nave partecipò alla guerra italo-turca. 
All'inizio della prima guerra mondiale l'unità, inquadrata nella VI Squadriglia Cacciatorpediniere (Ostro, Euro, Dardo, Strale), aveva base a Tripoli, insieme al gemello Ostro; comandava la nave il capitano di corvetta Castiglioni. Essendo ormai un'unità anziana e superata, ebbe impiego piuttosto scarso, come del resto le navi gemelle. 
Nel 1915-1918 fu modificato ed imbarcò attrezzature per posare 12 mine, per lanciare bombe di profondità e per rimorchiare torpedini antisommergibile.
Radiato nel 1920, fu avviato alla demolizione.